# Colydium glabriculum
Colydium glabriculum är en skalbaggsart som beskrevs av Christian Friedrich Stephan 1989. Colydium glabriculum ingår i släktet Colydium och familjen barkbaggar. Inga underarter finns listade i Catalogue of Life.